# Округ Балард (Кентаки)
Округ Балард (енгл. Ballard County) је округ у америчкој савезној држави Кентаки.

## Демографија
По попису из 2010. године број становника је 8.249, што је 37 (-0,4%) становника мање 2000. године.
| Група             | 2000.         | 2010.         |
| Белци             | 7.867 (94,9%) | 7.762 (94,1%) |
| Афроамериканци    | 238 (2,9%)    | 238 (2,9%)    |
| Азијати           | 15 (0,2%)     | 15 (0,2%)     |
| Хиспаноамериканци | 52 (0,6%)     | 90 (1,1%)     |
| Укупно            | 8.286         | 8.249         |